# پرنزلا، کوئینزلند
پرنزلا (به انگلیسی: Prenzlau) یک شهرک در استرالیا است که در کوئینزلند واقع شده‌است.